# Бузер, Боб
Ро́берт Лу́ис «Боб» Бу́зер (англ. Robert Louis "Bob" Boozer; 26 апреля 1937, Омаха, штат Небраска — 19 мая 2012, Омаха, штат Небраска) — американский профессиональный баскетболист, чемпион Национальной баскетбольной ассоциации в составе «Милуоки Бакс» и Олимпийский чемпион Рима 1960 года.

## Биография
Боб Бузер родился и вырос в Омахе, штат Небраска и учился в местной школе. Приняв стипендию от университета штата Канзас, он помог пробиться
«Уайлдкэтс» в Финал четырёх NCAA 1958 года, а также дважды входил во всеамериканские студенческие сборные и становился игроком года Конференции Big Eight (ныне Big Ten), в которой выступал и Канзас. Университет за его заслуги перед командой закрепил игровой номер №30 за Бузером и вывел его из обращения в команде. В итоге на драфте 1959 года Бузера под первым, после территориальных, номером выбирают «Цинциннати Роялз», однако он отложил начало своей карьеры в НБА на год ради возможности играть на Олимпийских играх в Риме 1960 года, поскольку профессиональные игроки не включались в сборные. Полный сезон 1959/60 Боб провёл в команде НИБЛ «Пеория Катерпилларс», которые с помощью Бузера выиграли чемпионат ААУ, а сам игрок получил награду MVP турнира.
На Олимпиаде баскетбольная сборная США обыграла всех своих соперников с минимальной разницей в счёте в 24 очка и в пятый раз завоевала золотые олимпийские медали.
Перед сезоном 1960/61 Боб Бузер присоединился к своему партнёру по Олимпийской сборной и также выбранному под первым номером драфта Оскару Робертсону в «Ройалз». Свой первый сезон Бузер был запасным игроком, и его 8,4 очка и 6,2 подбора соответствовали проведённому времени на площадке. Однако уже со следующего сезона Боб становится игроком стартовой пятёрки и существенно увеличивает результативность, однако перед четвёртым сезоном Бузера в НБА «Цинциннати Ройалз» выбирают на драфте ещё одного олимпийского чемпиона Рима Джерри Лукаса на позицию тяжёлого форварда, а Бузер снова становится запасным. В середине сезона 1963/64 Боб Бузер был обменян в «Нью-Йорк Никс». Проведя только один полный сезон за «Никс», игрок, несмотря на хорошую статистику, был обменян из-за конкуренции с новичками Уиллисом Ридом и Джимом Барнсом в «Лос-Анджелес Лейкерс». После одного сезона в Калифорнии вместе с местными звёздами Боб как свободный агент был выбран на драфте расширения 1966 года командой «Чикаго Буллз», в котором вместе с Гаем Роджерсом и Джерри Слоуном стал лидером новообразованной команды. В сезоне 1967/68 со статистикой 21,5 очка и 9,8 подбора баскетболист впервые был вызван на Матч всех звёзд, однако «Чикаго» так и ни разу не пробились в плей-офф лиги и Бузер был обменян в «Сиэтл Суперсоникс». По завершении однолетнего контракта 33-летний баскетболист подписывает контракт с основавшимися два года назад «Милуоки Бакс», где играет со своими прошлыми одноклубниками Оскаром Робертсоном и Люциусом Алленом, а также с восходящей легендой баскетбола Лью Алсиндором. Команда завоёвывает первое и пока единственное чемпионство, и Бузер на закате профессиональной карьеры получает перстень чемпиона и решает завершить выступления.
19 мая 2012 года Боб бузер скончался в возрасте 75 лет от церебральной аневризмы в своём родном городе Омаха.

## Статистика

### Статистика в НБА
| Сезон                                                                                    | Команда    | Регулярный сезон | Регулярный сезон | Регулярный сезон | Регулярный сезон | Регулярный сезон | Регулярный сезон | Регулярный сезон | Регулярный сезон | Регулярный сезон | Регулярный сезон | Регулярный сезон | Серия плей-офф | Серия плей-офф | Серия плей-офф | Серия плей-офф | Серия плей-офф | Серия плей-офф | Серия плей-офф | Серия плей-офф | Серия плей-офф | Серия плей-офф | Серия плей-офф |
| Сезон                                                                                    | Команда    | GP               | GS               | MPG              | FG%              | 3P%              | FT%              | RPG              | APG              | SPG              | BPG              | PPG              | GP             | GS             | MPG            | FG%            | 3P%            | FT%            | RPG            | APG            | SPG            | BPG            | PPG            |
| ---------------------------------------------------------------------------------------- | ---------- | ---------------- | ---------------- | ---------------- | ---------------- | ---------------- | ---------------- | ---------------- | ---------------- | ---------------- | ---------------- | ---------------- | -------------- | -------------- | -------------- | -------------- | -------------- | -------------- | -------------- | -------------- | -------------- | -------------- | -------------- |
| 1960/61                                                                                  | Цинциннати | 79               | -                | 19,9             | 41,5             | -                | 67,2             | 6,2              | 1,4              | -                | -                | 8,4              | Не участвовал  | Не участвовал  | Не участвовал  | Не участвовал  | Не участвовал  | Не участвовал  | Не участвовал  | Не участвовал  | Не участвовал  | Не участвовал  | Не участвовал  |
| 1961/62                                                                                  | Цинциннати | 79               | -                | 31,5             | 43,8             | -                | 70,7             | 10,2             | 1,6              | -                | -                | 13,7             | 4              | -              | 35,8           | 56,1           | -              | 75,0           | 10,5           | 0,8            | -              | -              | 18,3           |
| 1962/63                                                                                  | Цинциннати | 79               | -                | 31,5             | 44,4             | -                | 71,4             | 11,1             | 1,3              | -                | -                | 14,3             | 12             | -              | 31,8           | 41,3           | -              | 71,4           | 8,0            | 1,5            | -              | -              | 13,3           |
| 1963/64                                                                                  | Цинциннати | 32               | -                | 22,7             | 41,6             | -                | 62,2             | 5,6              | 1,0              | -                | -                | 11,0             | Не участвовал  | Не участвовал  | Не участвовал  | Не участвовал  | Не участвовал  | Не участвовал  | Не участвовал  | Не участвовал  | Не участвовал  | Не участвовал  | Не участвовал  |
| 1963/64                                                                                  | Нью-Йорк   | 49               | -                | 33,7             | 43,2             | -                | 77,0             | 8,5              | 1,3              | -                | -                | 17,5             | Не участвовал  | Не участвовал  | Не участвовал  | Не участвовал  | Не участвовал  | Не участвовал  | Не участвовал  | Не участвовал  | Не участвовал  | Не участвовал  | Не участвовал  |
| 1964/65                                                                                  | Нью-Йорк   | 80               | -                | 26,7             | 44,0             | -                | 76,8             | 7,6              | 1,4              | -                | -                | 14,2             | Не участвовал  | Не участвовал  | Не участвовал  | Не участвовал  | Не участвовал  | Не участвовал  | Не участвовал  | Не участвовал  | Не участвовал  | Не участвовал  | Не участвовал  |
| 1965/66                                                                                  | Лейкерс    | 78               | -                | 23,7             | 48,4             | -                | 77,9             | 7,0              | 1,1              | -                | -                | 12,2             | 10             | -              | 18,1           | 40,0           | -              | 75,0           | 5,0            | 0,7            | -              | -              | 6,7            |
| 1966/67                                                                                  | Чикаго     | 80               | -                | 30,6             | 48,7             | -                | 78,1             | 8,5              | 1,1              | -                | -                | 18,0             | 3              | -              | 35,0           | 63,2           | -              | 78,6           | 11,7           | 0,3            | -              | -              | 19,7           |
| 1967/68                                                                                  | Чикаго     | 77               | -                | 38,8             | 49,2             | -                | 76,8             | 9,8              | 1,6              | -                | -                | 21,5             | 5              | -              | 38,0           | 45,2           | -              | 73,7           | 8,8            | 2,4            | -              | -              | 18,8           |
| 1968/69                                                                                  | Чикаго     | 79               | -                | 36,4             | 48,1             | -                | 80,6             | 7,8              | 2,0              | -                | -                | 21,7             | Не участвовал  | Не участвовал  | Не участвовал  | Не участвовал  | Не участвовал  | Не участвовал  | Не участвовал  | Не участвовал  | Не участвовал  | Не участвовал  | Не участвовал  |
| 1969/70                                                                                  | Сиэтл      | 82               | -                | 31,1             | 49,1             | -                | 82,2             | 8,7              | 1,3              | -                | -                | 15,2             | Не участвовал  | Не участвовал  | Не участвовал  | Не участвовал  | Не участвовал  | Не участвовал  | Не участвовал  | Не участвовал  | Не участвовал  | Не участвовал  | Не участвовал  |
| 1970/71                                                                                  | Милуоки    | 80               | -                | 22,2             | 45,0             | -                | 81,8             | 5,4              | 1,6              | -                | -                | 9,1              | 14             | -              | 20,2           | 48,2           | -              | 75,9           | 5,3            | 1,2            | -              | -              | 7,4            |
|                                                                                          | Всего      | 874              | -                | 29,2             | 46,2             | -                | 76,1             | 8,1              | 1,4              | -                | -                | 14,8             | 48             | -              | 26,7           | 46,7           | -              | 73,9           | 7,1            | 1,2            | -              | -              | 11,6           |
| Наведите курсор мыши на аббревиатуры в заголовке таблицы, чтобы прочесть их расшифровку. |            |                  |                  |                  |                  |                  |                  |                  |                  |                  |                  |                  |                |                |                |                |                |                |                |                |                |                |                |